# 高山インターチェンジ (新潟県)
高山インターチェンジ（たかやまインターチェンジ）は、新潟県新潟市西区新通にある国道116号・国道289号新潟西バイパスのインターチェンジ。
ハーフICで、新発田方面への流入・流出のみ。曽和方面へは接続不可となっている。
内野町中心部への最寄ICである。

## 接続路線
- 新潟県道2号新潟寺泊線

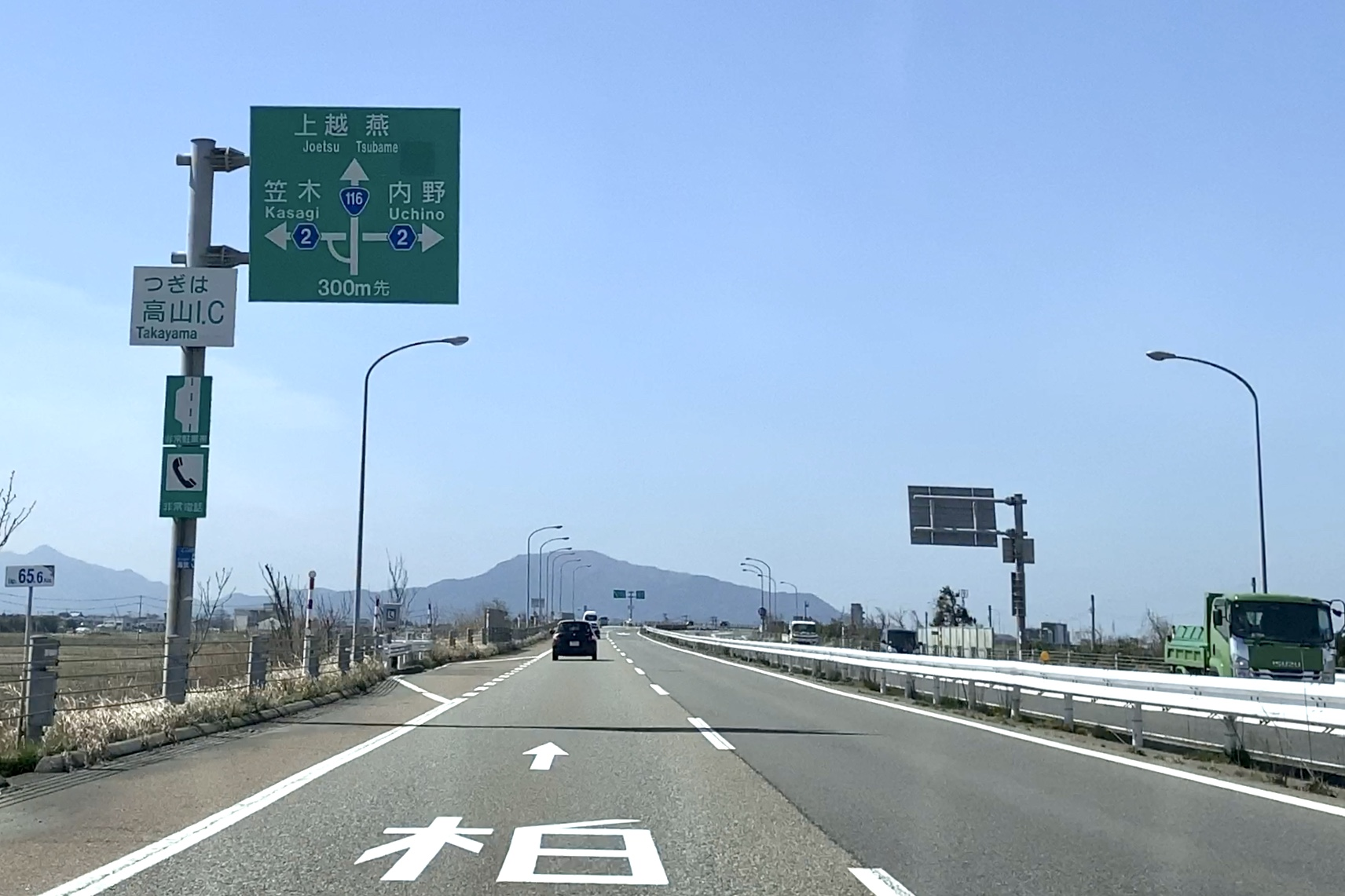
西行本線上のIC案内標識（2020年3月）

## 隣
国道116号・国道289号新潟西バイパス
曽和IC - 高山IC - 新通IC